# William Lovell Finley

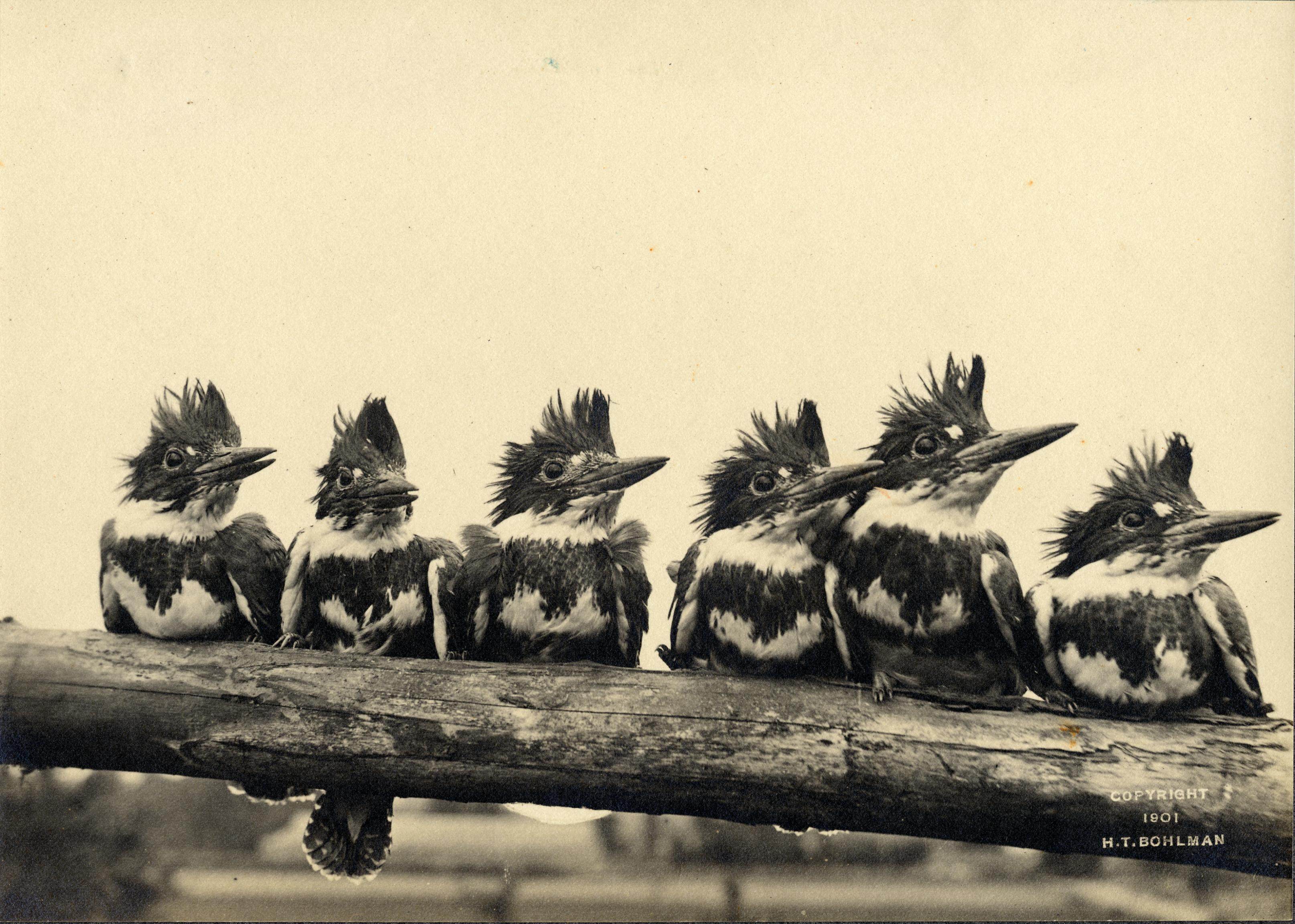
Šest načepýřených rybaříků pruhoprsých pózuje na snímku publikovaném v knize American Birds, 1908

William Lovell Finley (William L. Finley 9. srpna 1876 Santa Clara, Kalifornie - 29. června 1953 Portland, Oregon USA) byl americký fotograf divoké přírody a ochránce přírody z Jižní Kalifornie. Na jeho počest byla pojmenována soutěž William L. Finley National Wildlife Refuge.

## Život
Narodil se 9. srpna 1876 v kalifornském městě Santa Clara rodičům Johnu Pettusovi Finleymu a Nancy Catherině Ruckerové. Jeho rodiče v roce 1852, když byl ještě malý chlapec, odcestovali na západ v krytém vagónu ze Saline County v Missouri do kalifornské Santa Clary. Finleyho prostřední jméno Lovell je jméno další rodiny, která společně s Finleyovými a Ruckerovými cestovala na západ. Finleyho pradědeček byl Asa Finley, první zvolený soudce Arrow Rock, Missouri v Saline County a jeho strýc William Asa Finley byl prvním prezidentem univerzity Oregon State University (později Corvallis College).
Finley se oženil a společně se svou manželkou Irenou cestovali na expedicích do oblastí Bearing Sea, Mexického zálivu a hornatých částí Severní Ameriky. Měli spolu dvě děti, syna a dceru.

## Dílo
V roce 1905 Finley a Herman T. Bohlman navštívili a fotografovali v oblastech jezer Lower Klamath Lake a Tule Lake. Jejich zpráva publikovaná v listopadovo-prosincovém vydání Bird Lore vedla k výzvě prezidenta Theodora Roosevelta k ustanovení oblasti chráněnou státní ptačí rezervací. V tomtéž roce byl Finley zvolen do správní rady asociace pro ochranu divokých ptáků a zvířat (National Association of Audubon Societies for the Protection of Wild Birds and Animals, později National Audubon Society), aby obsadil místo uvolněné Isaacem N. Fieldem.
V roce 1906 byl Finley zvolen druhým prezidentem společnosti Oregon Audubon Society (která se v roce 1968 přejmenovala na Audubon Society of Portland).
V roce 1907 Finley vydal publikaci American Birds, kterou ilustroval společně s Hermanem T. Bohlmanem. V roce 1910 byl jmenován do komise pro studium ryb a divoké přírody (Oregon Department of Fish and Wildlife) také v dalších státech a v roce 1911 byla jedna komise ustanovena také v Oregonu.
V roce 1925 byl Finley jmenován oregonským guvernérem Walterem Piercem do oregonské státní komise State Game Commission.
Zemřel 29. června 1953 v oregonském Portlandu.

## Galerie

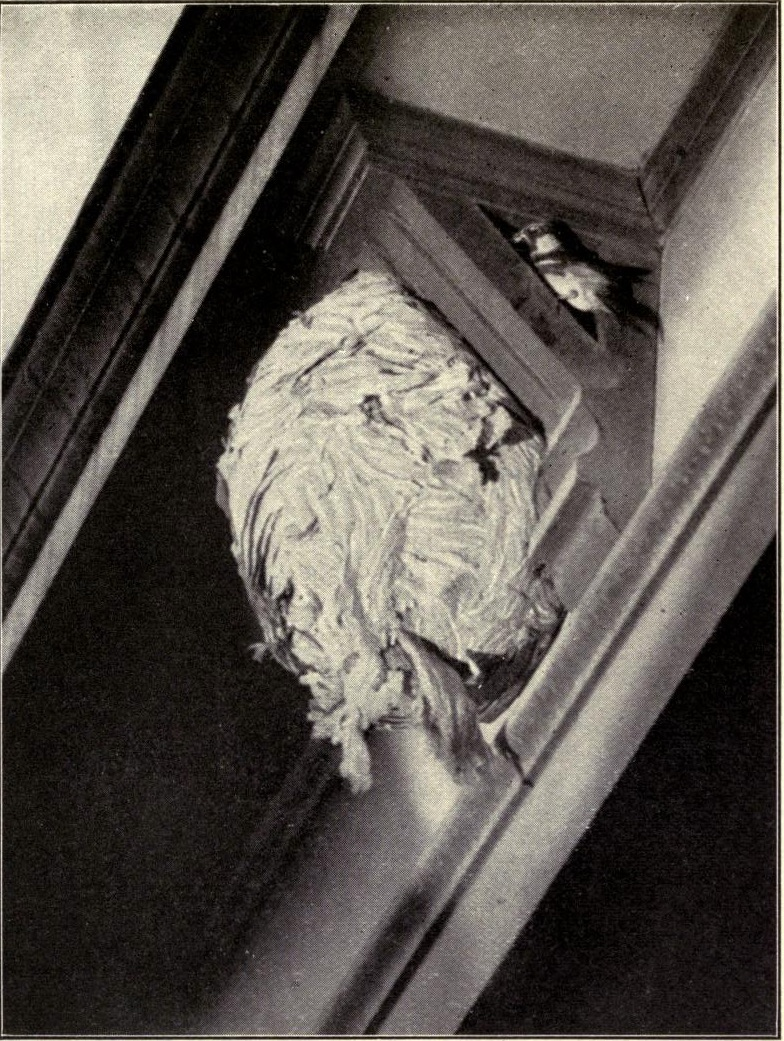
Vrabec domácí si dělá domov ze sršního hnízda